# Zachaenus
Zachaenus es un género de ranas de la familia Cycloramphidae. Se distribuyen por el sudeste de Brasil.

## Especies
Se reconocen las 2 siguientes según ASW:
- Zachaenus carvalhoi Izecksohn, 1983
- Zachaenus parvulus (Girard, 1853)